# Froenzenskaja (metrostation Moskou, RAL)
Froenzenskaja (Russisch: Фрунзенская) is een station van de geplande Roebljevo-Archangelsk-lijn (RAL) van de Moskouse metro. Aanvankelijk was het eerste station aan de verlenging RAL ten oosten van Delovoj Tsentr gepland bij Sportivnaja om vanaf daar de lijn met de Kommoenarskaja-lijn te verbinden. In de loop van 2016 werden de plannen voor de Kommoenarskaja-lijn echter gewijzigd. De RAL moet nu worden verbonden met de Birjoeljovo-radius die vanaf 2025 wordt gebouwd. Om dit mogelijk te maken werd het verbindingstracé noordelijker gelegd langs Froenzenskaja in plaats van Sportivnaja.